# شفاقة (بني العوام)

تعديل مصدري - تعديل

شفاقة هي إحدى قرى عزلة العريف بمديرية بني العوام التابعة لمحافظة حجة، بلغ تعداد سكانها 90 نسمة حسب تعداد اليمن لعام 2004.